# Elena Fabrizi
Elena Fabrizi, también conocida cómo Sora Lella (17 de junio de 1915 - 9 de agosto de 1993), fue una actriz, comediante y presentadora de televisión italiana. Ganó un David de Donatello en 1984.

## Biografía

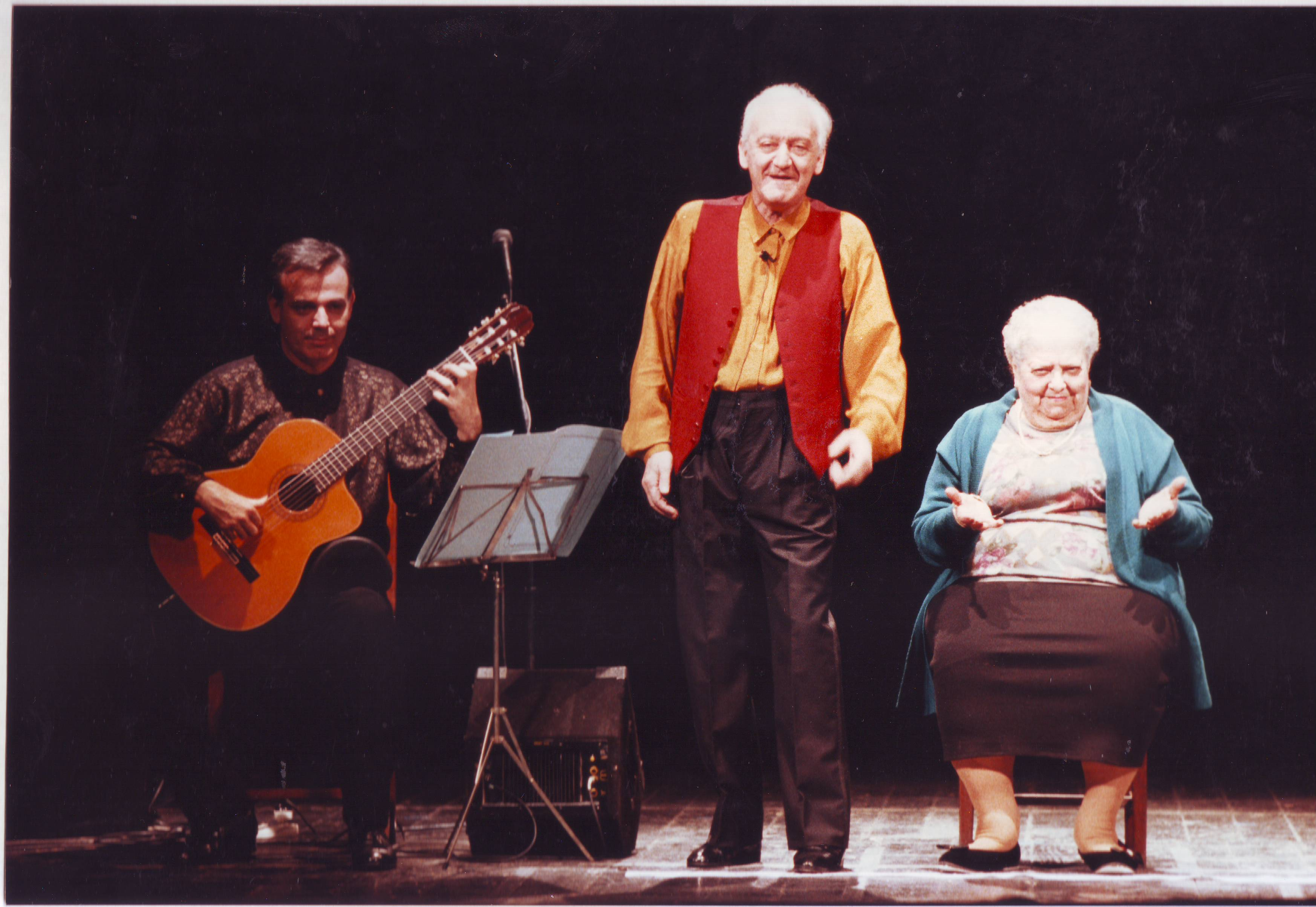
Sora Lella en 1988

Empezó su carrera como presentadora de radio. Tenía un programa de radio llamado Radio Lazio, donde daba consejos sobre cómo vestirse. Llamó la atención del gran director Carlo Verdone que le propuso interpretar a la abuela del protagonista en la película Bianco, rosso e Verdone. Gracias a esta ingeniosa interpretación ganó un David de Donatello, que es el premio más prestigioso de cine italiano.

## Filmografía

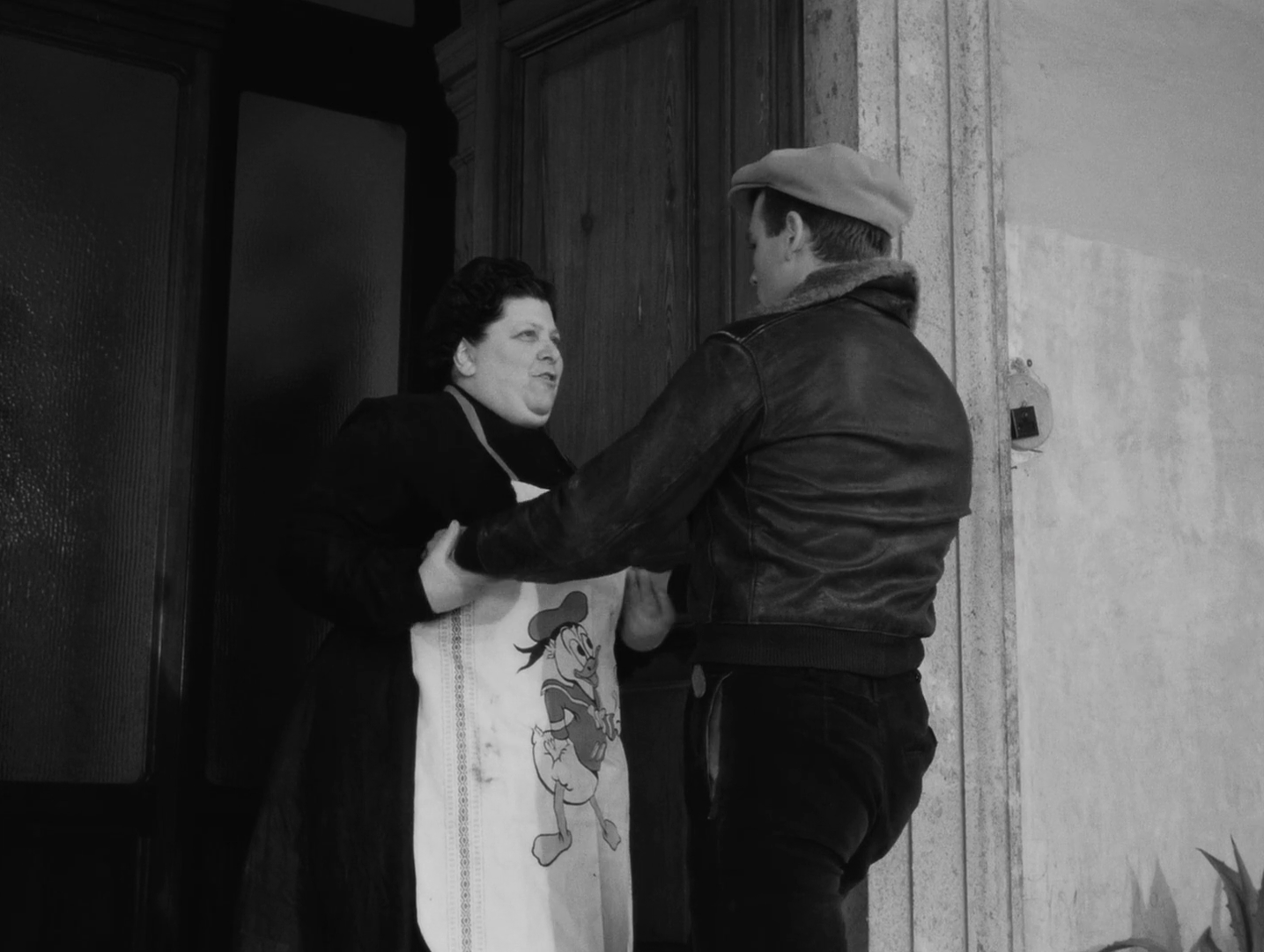
Elena Fabrizi en I soliti ignoti

- Bianco, rosso e Verdone, dirigido por Carlo Verdone (1981)
- Borotalco, dirigido por Carlo Verdone (1983)
- Pierino torna a scuola, dirigido por Mariano Laurenti (1990)